# 嘉利大廈大火

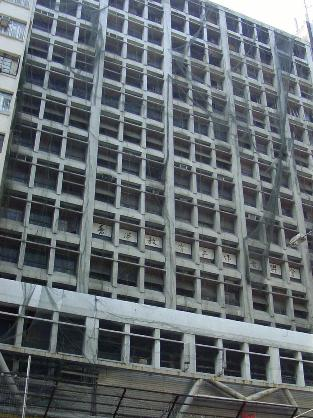
火災地址的嘉利大廈6樓，可以見到香港教育工作者聯會的字樣

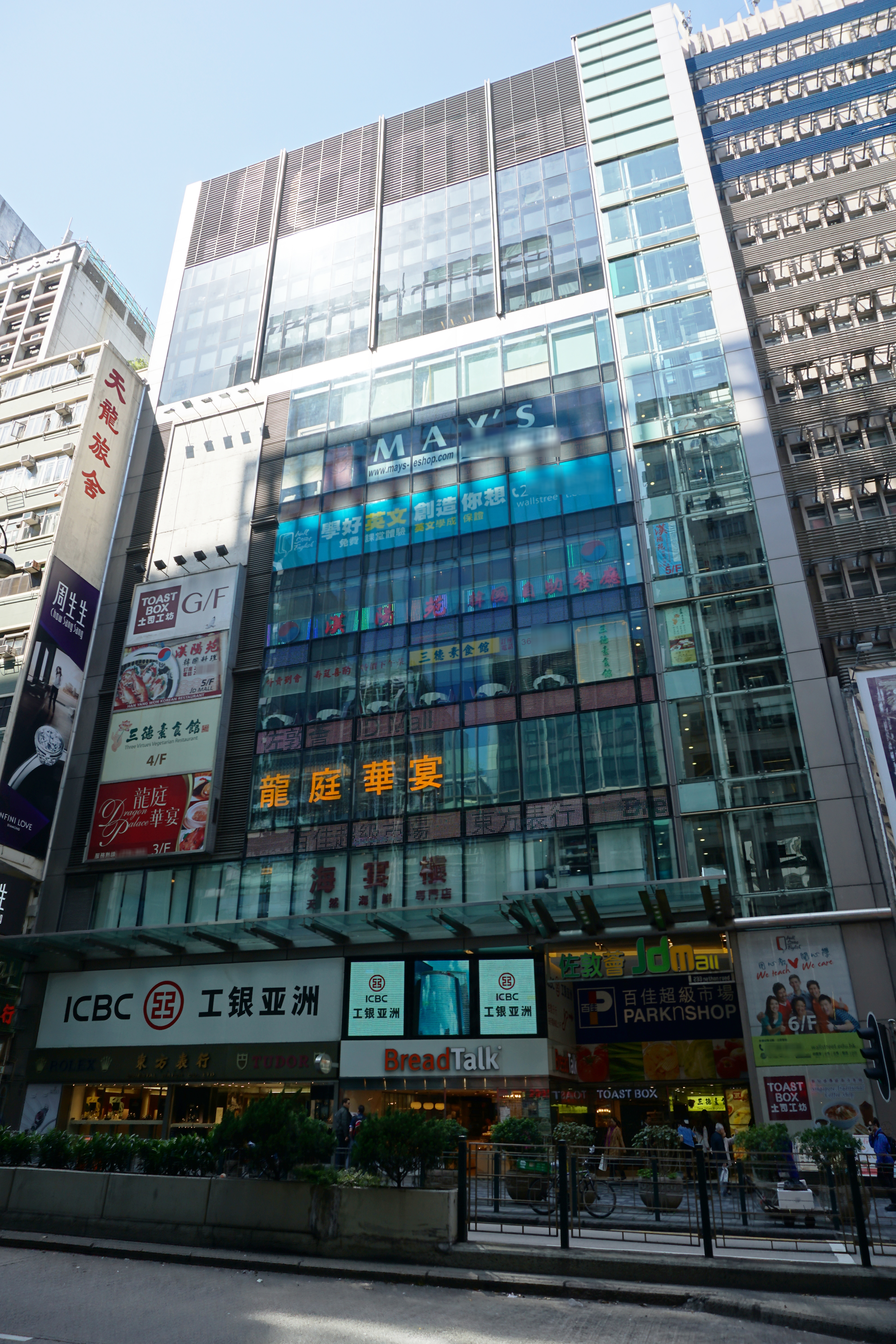
發生火災的嘉利大廈寫字樓已拆卸，並改建為佐敦薈商場

嘉利大廈大火是在1996年11月20日於嘉利大廈發生的火災，列作五級火警，造成41死80傷，是香港歷史上最嚴重的高樓大廈火災，亦是香港自1962年元州街唐樓大火引致44死21傷以來死亡人數最多的火災。事發期間香港傳媒大篇幅報道，而被困人士在高空躍下逃生及被烈火吞噬的畫面，震撼整個香港社會。
火災後，該大廈一直空置至2003年9月12日，大業主華潤創業成功統一業權。嘉利大廈後來拆卸，原址於2007年改建為「銀座式商場」佐敦薈（JD Mall）。香港政府亦重新修訂相關消防條例，以改善早期私人樓宇的消防設施。

## 事件發生
1996年11月嘉利大廈正進行升降機更換工程，大廈內4部電梯中的兩部被移去，在電梯槽內搭有竹棚，各層電梯門亦被移走，改以木板臨時覆蓋。由於在較早前2號升降機拆卸工程時產生黑煙和異味，曾引起業戶注意，故大廈的業主立案法團於3號及4號升降機拆卸工程前在管理處貼出以下告示。
有關電梯拆卸工程滋擾問題
致　嘉利大廈各業戶：
本廈3號、4號電梯之拆卸工程將於十一月一日（星期五）起展開，在拆卸電梯過程中，會有黑煙冒出並有異味散發，各業戶請勿驚慌，工程期間造成滋擾及不便，敬希見諒。
嘉利大廈（彌敦道）業主立案法團
（國際聯合物業管理有限公司代行）
一九九六年十月卅日

而此告示亦成為大部分人未能及時逃生的原因之一。
1996年11月20日下午4時47分，在11樓電梯槽的燒焊及焊切金屬作業造成的火屑和裁切掉落的高熱金屬片，最先點燃2樓電梯槽及電梯大堂內的木板雜物及建築材料。由於大廈管理處的上述告示，火警初期產生的煙並未引起樓上租戶注意。火勢沿著竹棚向1樓及3樓蔓延，波及另一電梯槽、電梯大堂及中藝國貨的貨倉。火勢產生的濃煙和高熱氣體在電梯槽內持續向上升，在電梯槽的頂部積聚。由於當時大廈的電梯門只以木板遮蔽，電梯槽內的高熱氣體迅速燒穿圍板，進入11至15字樓電梯大堂，其中13至15樓的防煙門沒有關閉而使高熱氣體蔓延至走廊及辦公室，與新鮮空氣接觸後燃燒，在高層造成另一火場。而電梯槽內亦因高熱氣體在高層的散逸而產生低壓，形成煙囪效應，將戶外空氣經窗戶抽入低層火場，令火勢非常猛烈。

## 搶救過程
1996年11月20日下午4時47分，一名正在電梯槽1樓至2樓之間工作的焊工報案，指在嘉利大廈2樓電梯大堂發生火警；1分鐘後，下午4時48分在14樓一間牙科診所的員工報案，指14樓走廊有大量濃煙傳出。消防於下午4時49分接報後隨即派出4輛消防車及1輛救護車，並於4時52分到達現場。下午4時59分消防員在清查大廈頂層時，查至8樓發現大量濃煙及被熱氣逼退後，遂把火警升為三級；火警升級後不足20分鐘，下午5時17分大廈15樓燒出明火，因而升為四級大火；近2小時後，於晚上7時15分，大火進一步被升為五級。
由於火勢在1樓至3樓及13至15樓同時迅速蔓延、消防電梯不能使用及逃生樓梯因部分防煙門未有關上而充滿濃煙及高溫，消防員難以抵達高層火場。雖然消防處已派出4部雲梯車到場，在路面空間有限及火勢猛烈下，無法在短時間內從窗戶救下所有被困人士。不少被困的人在窗外呼叫、揮動毛巾、投擲紙張等，向在場的消防員求救。其中一名在窗邊等待救援的男子因為未能及時被救出，被活活燒死。
不少被困高層的人士，採取各種方法逃生。4名市民逃往大廈天台，最後由政府飛行服務隊出動西科斯基S-70A-27黑鷹直升機，在冒著大火及濃煙的危險下救離現場。此外，一名周生生珠寶金行女員工及一名聖若瑟英文中學學生李速基從大廈墜下，倒臥在大廈向庇利金街的鋼製遮陽篷上，兩人卻奇跡生還。有人則以褲子綁成繩索，爬到毗鄰的金陵大廈天台逃生，更有人冒險跳到雲梯車的升降台，抓著金屬支架逃生。
超過200名消防員、40部消防車、50部救護車參與救援行動。此外，醫療輔助隊應急特遣隊、民眾安全服務隊、聖約翰救傷隊、消防處流動傷者治療車、伊利沙伯醫院醫護人員等先後奉召到場增援。香港總督彭定康亦在火災發生後到達現場巡視救援工作。大部分傷者被分流至伊利沙伯醫院及廣華醫院。

## 死傷人數
大火於翌日下午1時47分被救熄。駐守長沙灣消防局的消防隊目廖熾鴻，在5樓火場搜索失蹤者時誤墮電梯槽而殉職；死者亦包括任職於周生生珠寶金行資訊部及會計部的22名員工，有指周生生資訊部因為保安理由而重門深鎖，造成逃生困難；但該公司發言人於1996年11月22日表示該部門與會計部於15樓僅有一個共用玻璃門，員工有能力擊破玻璃門逃生；根據探索頻道《災難鑑識：香港嘉利大廈大火》（Blueprint for Disaster ：Hong Kong Inferno）的模擬重組，認為員工發現火警時，火勢已經蔓延，而令逃生無門，部分員工其後因抵受不住高溫及濃煙而打開窗戶，因而造成致命的回燃。
消防員在火場搜索後，在大廈頂層共找到39具屍體；連同殉職的廖熾鴻，以及一名傷者留院數月後不治，事件共造成41人死亡；另有80人於事件中受傷。是次火災是香港自1962年元州街唐樓大火引致44死21傷以來死亡人數最多的火災。

## 鑑證
由於辨識死者身分的工作相當困難，當局首次派遣1981年成立的災難遇害者辨認小組，該小組隸屬皇家香港警察隊偵緝訓練學校，主要任務是確定死者身分、拍攝及記錄伏屍地點及協助消防處的火警起因調查工作。執行行動時，人員均穿著白衣保護衣物、頭盔、口罩及紅色臂章。
由於不少遺體被嚴重燒焦，多為殘缺不全。有些雖有骸骨形狀，但稍為觸碰即粉碎，部分甚至化為灰燼。鑑證人員只能倚賴牙齒、特徵、脫氧核糖核酸（即俗稱DNA）、個人證明文件及財物，作為辨別死難者身分的主要根據。

## 調查
香港消防處與屋宇署在災後分別成立4個專責小組，就火災原因、大廈結構、逃生方式等進行調查。
總督彭定康於1996年12月17日委任胡國興法官為嘉利大廈調查委員會主席，調查大火起因及發生經過、檢討當局應變措施及提出防止慘劇重演的建議等。報告指電梯更換工程造成的特別危險環境是引發是這次災難的主因，而中藝百貨擅自更改1至3樓的消防梯作為貨倉及改裝大閘，則使大火在低層得以持續並迅速蔓延。由於嘉利大廈缺乏自動灑水系統及封閉式的防煙門，火勢未能被即時控制，加上工人及住客在電梯工程進行期間的防火意識不足，在火警初期未有立即警覺逃生。報告同時批評不少同期落成的商業大廈存在消防設施不足的問題，並提出改善建議。

## 事件影響
嘉利大廈五級大火揭露了舊式商住樓宇的防火標準過時與市民防火意識不足的問題。消防處後來進行全港樓宇查勘，發現只有28%私人樓宇在消防裝置和大廈消防管理方面獲得“滿意”的評級。屋宇署的查勘結果相似，查勘顯示80%的綜合用途樓宇的逃生路線不足。
有關部門加強採取執法行動，積極清拆天台僭建物，並要求大廈業主和住客自行清理走火通道和把防煙門關上。此外，1998年6月修訂《建築物管理條例》及《消防安全（商業處所）條例》，並提供財政上的援助，協助業主提高建築物的消防安全標準，包括增建灑水系統等消防設施。消防處於同年6月1日成立消防安全大使計劃，推動社區防火宣傳運動。
此外，為了加強應付大型災難事故的應變能力，消防處於2001年4月成立特種救援隊。

## 軼事
- 嘉利大廈大火成為世界上消防工業廣泛研習的案例[9]。

- 被美國探索頻道製作成《災難鑑識》節目的其中一集。

- 被香港電台製作成電視節目《拯救行動999》其中一個單元《火痛》。

- 無綫電視在火災後，拍攝1998年電視劇《烈火雄心》，當中於第39至40集之鴻運大廈大火場景參照了嘉利大廈五級火警，在1998年播放。巧合的是，劇中鴻運大廈這一名稱，在嘉利大廈庇利金街對面，都有一座同名大廈。

- 香港女歌手陳慧嫻在嘉利大廈未發生火災前接受電台訪問，訪問透露有一日在大廈乘搭升降機時，按了寶麗金唱片公司所在的10樓，但到達時沒有停下來卻上了樓上15樓（後來發生火災的樓層），一開門只見15樓一片漆黑，像被大火燒過一樣。她後來乘搭升降機回到10樓寶麗金公司便問同事：「上面裝修嗎？」，同事稱整幢嘉利大廈當刻並無裝修，後她一個人走樓梯走上15樓，發覺樓層一切正常。在當年電台訪問後，陳慧嫻並無公開談論此事，但火災後被數個靈異節目指為時空轉移見到火災後的情景。[10]2013年5月，陳慧嫻復出香港樂壇，與當年同屬寶麗金旗下之歌手譚詠麟接受香港商業電台節目、由余宜發主持的雷霆881節目《一切從音樂開始》，以及由黃君慧主持的叱咤903節目《雲妮鍾情》訪問時，陳重述事件以及上述經歷，並指自己當年在火災發生時正身處英國倫敦拍攝《英倫奇緣》音樂特輯及與家人旅遊。[11][12]2013年5月29日靈異節目主持人陳雲海在東方日報《雲上旅程》專欄透露陳慧嫻當時所見到的應是漆黑大板之物體，到今天也不知是甚麼[13]。

- 無綫電視《城市追擊》節目訪問了寶麗金唱片公司旗下監製葉廣權和旗下歌手湯寶如在嘉利大廈火災現場期間的情景。而葉廣權也接受了美國探索頻道節目《災難鑑識》的訪問。

- 在14樓經營牙醫診所的牙醫梁啟源也接受了美國探索頻道節目《災難鑑識》的訪問。

- 在3級火警時擔任指揮官的時任高級消防區長張賢椒（後為消防總長）在美國探索頻道節目《災難鑑識》和香港電台節目《拯救行動999》中受訪時表示此火災的快速和大型是他入職24年來第一次見到。

- 在4級及5級火警時擔任指揮官的時任新界總區消防總長郭晶強（後為消防處處長）在美國探索頻道節目《災難鑑識》中受訪時表示他從未想過香港會發生傷亡那麼慘重的火災。

- 政府飛行服務隊首次在市區執行空中拯救任務。

- 嘉利大廈火災發生於1996年11月20日，與發生在同年2月10日的八仙嶺山火成為當年最轟動的火災。巧合的是八仙嶺山火發生於1996年的第四十一天；嘉利大廈火災發生於1996年倒數第四十一天。而八仙嶺山火的起火時間是早上11時20分，與嘉利大廈的起火日子11月20日，同樣都是「1120」組合。12年後，旺角嘉禾大廈大火同樣都是發生於彌敦道的五級大火，其大廈名稱亦出奇與嘉利大廈幾乎重疊（嘉字及禾字）。

- 嘉利大廈拆卸前曾舉行盛大的超渡亡魂儀式。[10][14]

- 嘉利大廈大火舊址在2004年正進行拆卸改建時，發生壓縮滅火氣樽爆炸意外，用作撲救電線短路引起的火警、重97公斤的滅火氣樽不知何故遺留在現場，懷疑出現氣體洩漏並突然爆炸，飛彈向對面大廈外牆再反彈回原位，揚起沙石，一名工人手臂被炸斷。[10][14][15]

### 引用
1. ↑  其中一名傷者於數個月後不治，合計造成41死80傷，參見2007年5月22日的無線電視六點半新聞報道
2. ↑  . on.cc東網. 2020-11-16  [2023-08-31]. （原始内容存档于2023-08-31） （中文（香港））.
3. ↑  私人樓宇消防安全改善建議 （页面存档备份，存于），保安局／民政事務局，1998年6月
4. ↑  胡國興.  (报告). 政府印務局. 1996.
5. 1 2  《星島日報》1996年11月21日
6. ↑  . 明報.   [2020-12-23]. （原始内容存档于2021-01-03）.
7. ↑  。「看病遇大火　死生一念間　墮樓人供述15樓掉下4樓」，《明報》，1997年3月26日
8. 1 2  《星島日報》1996年11月23日
9. ↑  . 蘋果日報. 2003-09-12. （原始内容存档于2019-06-12）.
10. 1 2 3  . 東方日報. 2018-02-03  [2020-07-12]. （原始内容存档于2021-01-03）.
11. ↑  陳, 慧嫻; 譚, 詠麟. . 《一切從音樂開始》.  與余宜發的访谈 (香港: 商業電台雷霆881). 2013-05-22.
12. ↑  陳, 慧嫻; 譚, 詠麟. . 《雲妮鍾情》.  與黃君慧的访谈 (香港: 商業電台叱咤903). 2013-05-22,2013-05-23.
13. ↑  .   [2013-08-08]. （原始内容存档于2019-09-15）.
14. 1 2  . 東方日報. 2017-11-21  [2022-12-20]. （原始内容存档于2017-11-24）.
15. ↑  . 東方日報. 2018-07-31. （原始内容存档于2018-07-31）.

## 外部連結
- 香港電台《頭條新聞 - 頭條中的頭條》1996年11月 嘉利大廈五級火，40人死（页面存档备份，存于）
- 立法會秘書處資料研究及圖書館服務部（2003）「資料撰要－調查委員會」（页面存档备份，存于）
- 神探生涯豐且盛　休而不退享書樂（页面存档备份，存于），《警聲》第754期，2003年7月2日－訪問前警察偵緝學校副校長、災難受害者辨認小組成員陳展翔警司
- 華創1.9億投得嘉利大廈 結束7年業權糾紛擬建銀座式商場，《香港商報》，2003年9月12日
- 前嘉利大廈命名JD MALL（页面存档备份，存于），《太陽報》，2006年5月9日
- 1996年11月20日 嘉利大廈五級火警消防出車時間順序表 （页面存档备份，存于）
- 嘉利大火搶救過程的片段（页面存档备份，存于）

| 引致香港消防處升為五級的火警       | 引致香港消防處升為五級的火警 | 引致香港消防處升為五級的火警 |
| ---------------------------------- | ---------------------------- | ---------------------------- |
| 之前                               | 嘉利大廈大火                 | 之後                         |
| 清水灣電視城道具倉五級火（1991年） | 嘉利大廈大火                 | 嘉禾大廈五級火（2008年）     |